# Palácio Nymphenburg

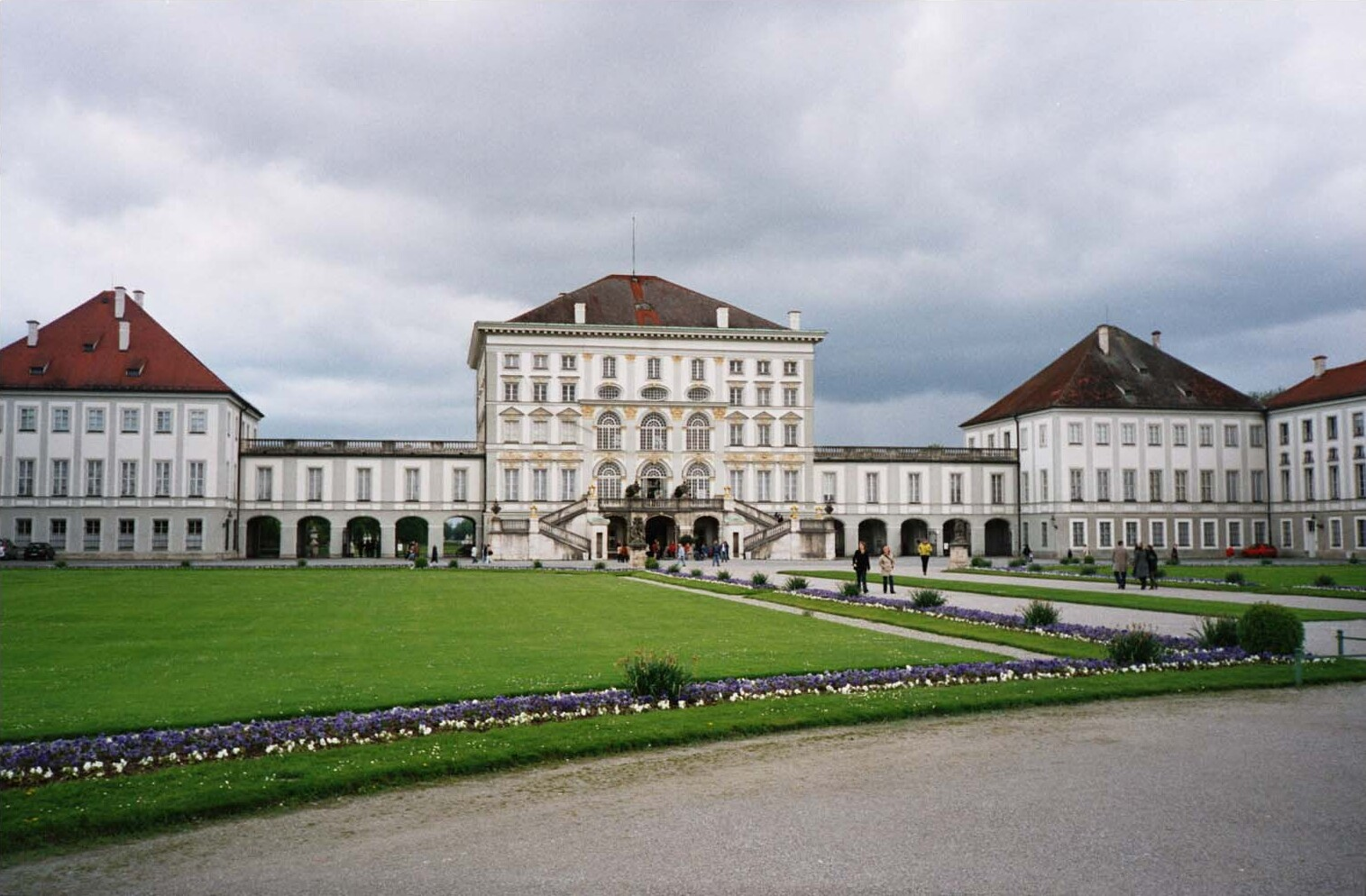
Fachada do palácio.

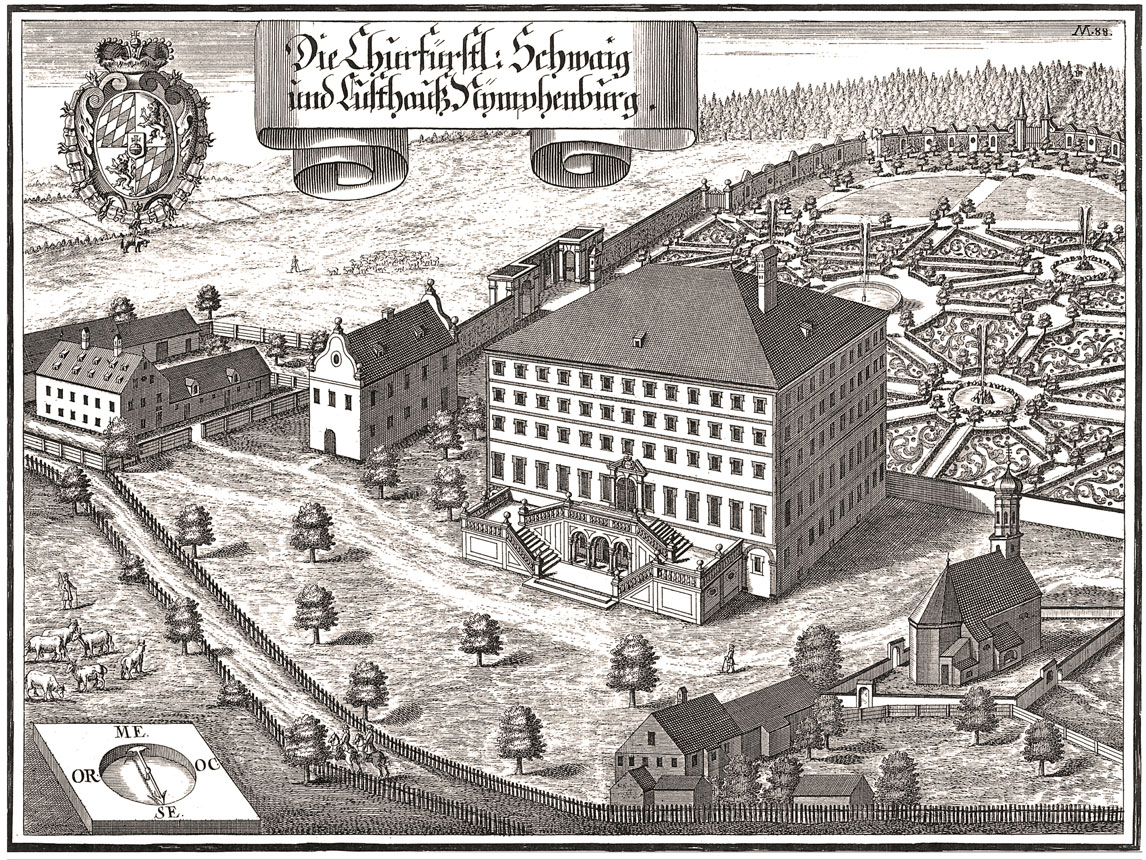
O palácio representado em 1701.

O Palácio Nymphenburg (em alemão Schloss Nymphenburg) é um palácio barroco da Alemanha, localizado em Munique. Serviu de residência de verão aos governantes da Baviera.

## História

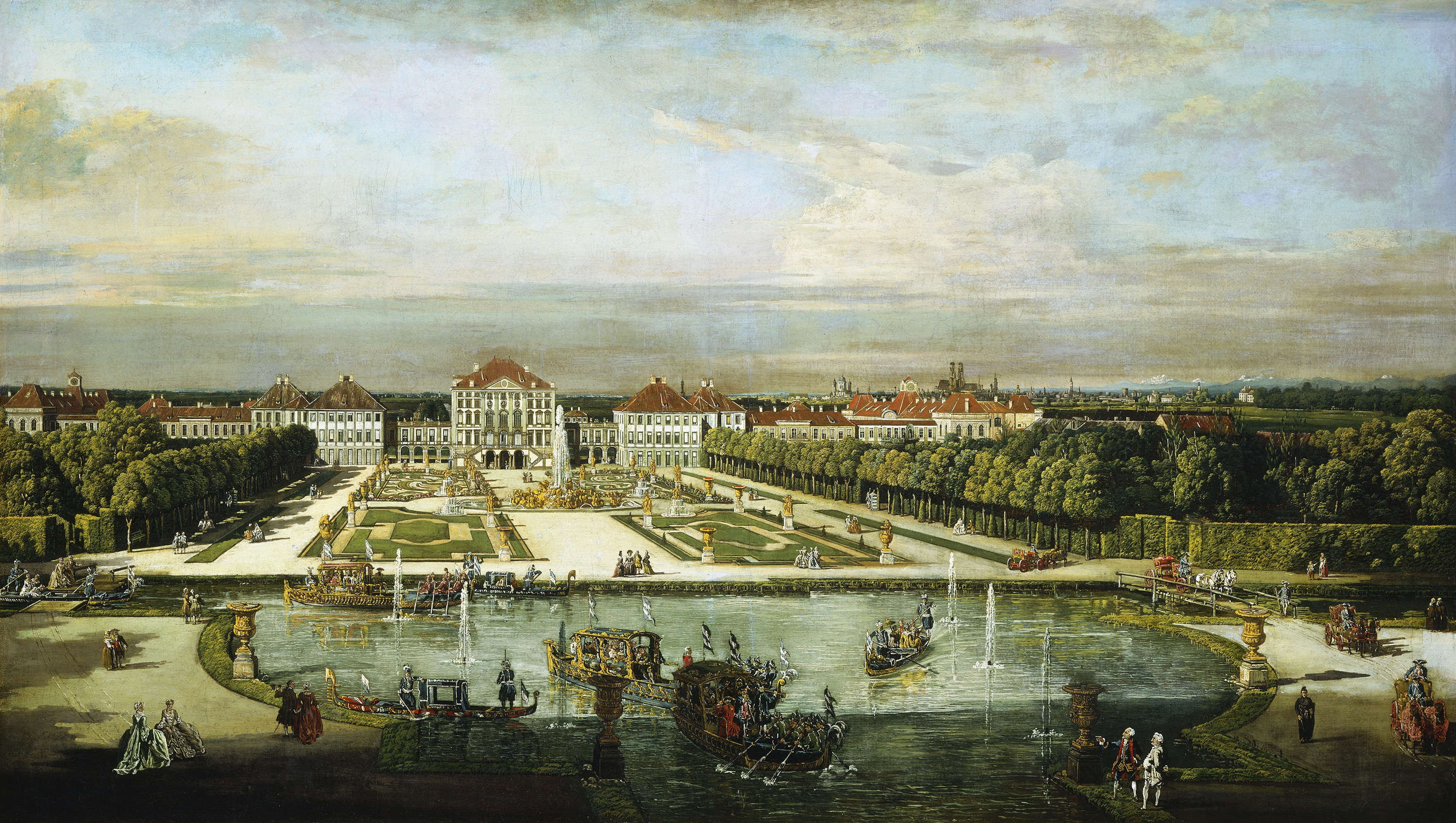
O Palácio Nymphenburg numa pintura de Canaletto, cerca de 1760.

O palácio foi encomendado a Agostino Barelli em 1664, pelo casal de Príncipes Eleitores da Baviera, Fernando Maria e Henriqueta Adelaide de Saboia, depois do nascimento do seu filho Maximiliano II Emanuel. O pavilhão central viria a ser concluído em 1675.
Com início em 1701, o herdeiro dos duques soberanos da Baviera, Maximiliano II Emanuel, conduziu uma ampliação sistemática do palácio. Foram acrescentados dois pavilhões, respectivamente a sul e a norte do palácio de Barelli, por Enrico Zucalli e Giovanni Antonio Viscardi. Mais tarde, a secção sul do palácio seria uma vez mais ampliada para formar os estábulos da Corte. Para contrabalançar, foi acrescentada a orangerie a norte. Finalmente, foi erguido um grande círculo com mansões barrocas (o Schlossrondell) pelo filho de Maximiniano II Emanuel, o Sacro Imperador Romano-Germânico, Carlos VII Alberto.
Com o Tratado de Nymphenburg concluido em Julho de 1741, Carlos Alberto aliou-se à França e à Espanha contra a Áustria. Durante muito tempo, o Schloss Nymphenburg serviu de residência de Verão aos governadores da Baviera. O Rei Maximiliano I José morreu no palácio em 1825, e o seu bisneto, o Rei Luís II, nasceu ali em 1845. 
Actualmente, o Schloss Nymphenburg está aberto ao público, embora continue a ser casa e chancelaria do chefe da Casa de Wittelsbach, actualmente representada por S.A.R. Franz, Duque da Baviera.

## O Palácio

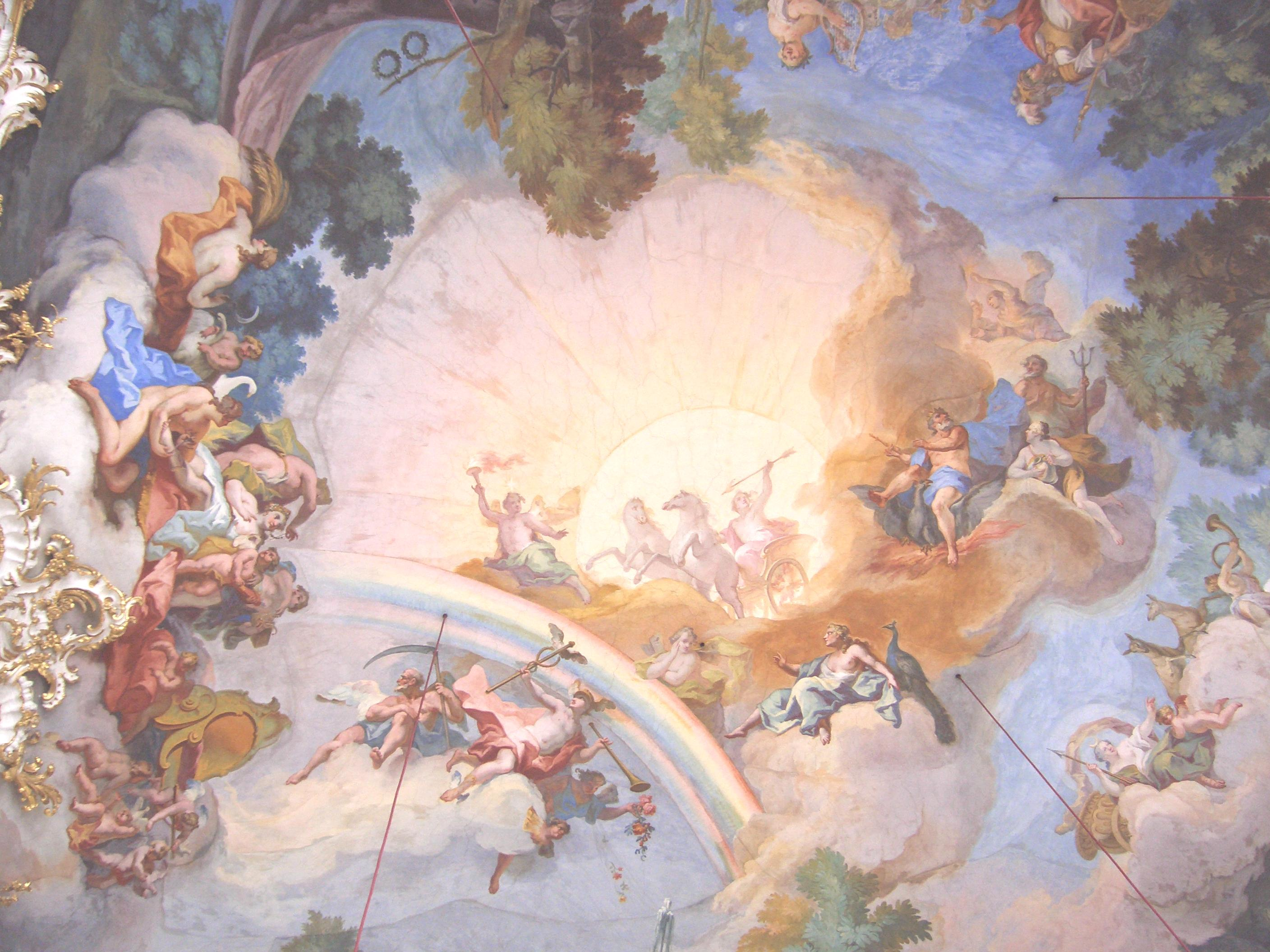
Afresco no tecto da Steinerner Saal.

O Schloss Nymphenburg, juntamente com o seu parque, é actualmente um dos mais famosos lugares de Munique. A Steinerner Saal (Galeria de Pedra), com afrescos no tecto pintados por Johann Baptist Zimmermann e F. Zimmermann, e decorações de François de Cuvilliés, é um sítio impressionante. Servindo de grande galaria, ocupa mais de três andares do pavilhão central do palácio.
Algumas salas ainda exibem a sua decoração barroca original, enquanto outras foram mais tarde redesenhadas em estilo rococó ou neoclássico. A antiga sala de jantar pequena, no pavilhão sul, acolhe actualmente a Galeria de Preciosidades do Rei Luís I da Baviera.
Os estábulos da Corte contêm um dos mais importantes museus de carruagens antigas. Estes coches também desempenharam um papel em eventos históricos - o Coche da Coroação de Paris, por exemplo, foi usado na coroação do Imperador Carlos VII, em 1742. Entre as atracções principais do museu encontram-se as magníficas carruagens e trenós do Rei Luís II. O primeiro andar abriga uma colecção de porcelana de Nymphenburg, cuja fábrica, localizada no complexo do palácio, foi fundada por Maximiliano III José.

## Galeria da beleza

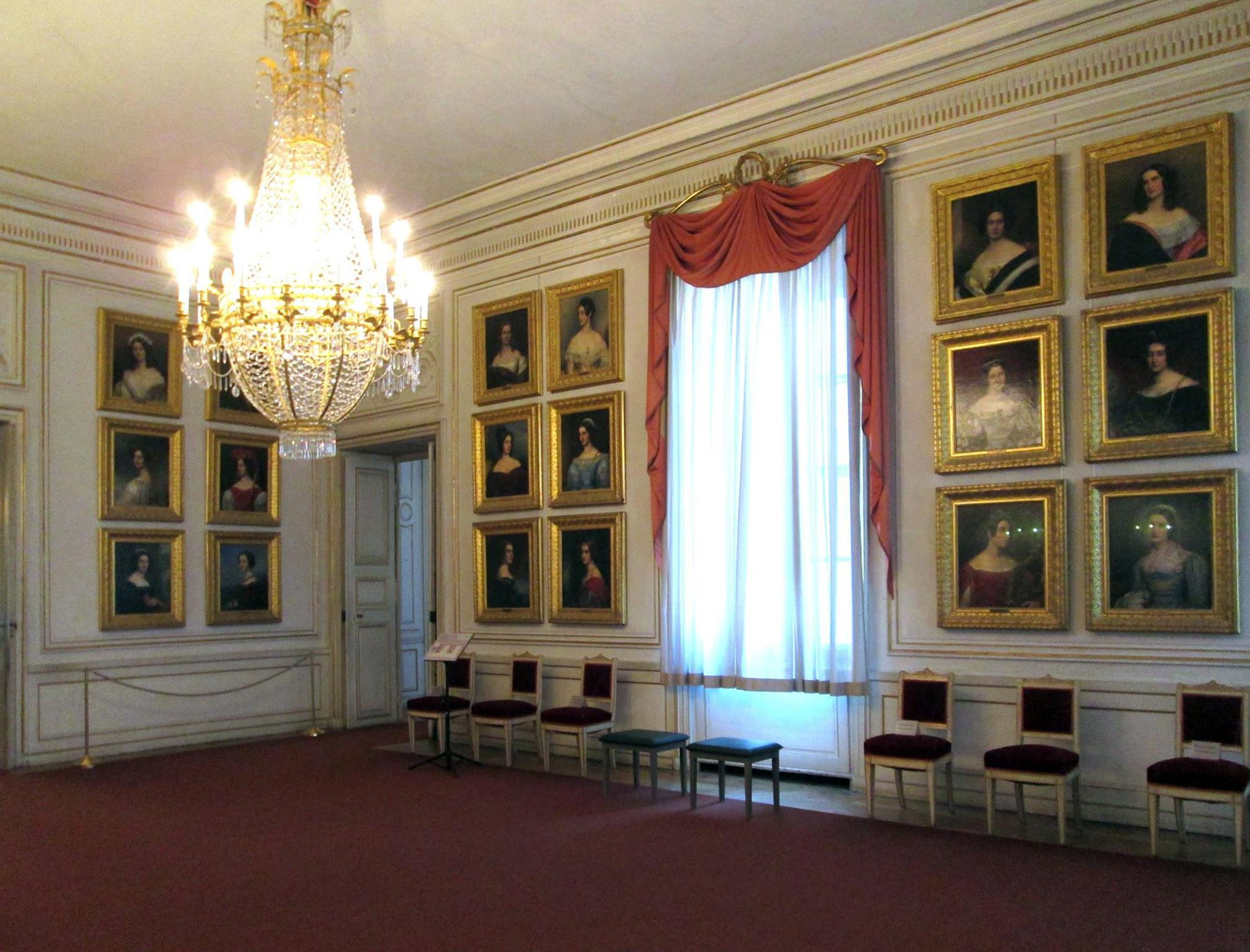
Galeria da beleza

A Galeria da beleza do Rei Ludwig I, no interior do pavilhão sul do palácio, contém 38 pinturas de retratos de mulheres de Munique de origem aristocrática e burguesa, quase todas pintadas por Joseph Karl Stieler, que havia sido nomeado pintor da corte em 1820. Para o rei Ludwig, Stieler criou entre 1827 e 1850 a famosa galeria de beleza no castelo Nymphenburg. 
Entre os retratados estavam a dançarina Lola Montez, a amante do rei, Helene Sedlmayr, a atriz Charlotte von Hagn, que era então adorada pelo público em Munique, Berlim e São Petersburgo, e Marianna Marquesa Florenzi, uma confidente do rei. Além de Stieler, seu sobrinho Friedrich Dürck também pintou dois quadros para a galeria.   

## O parque

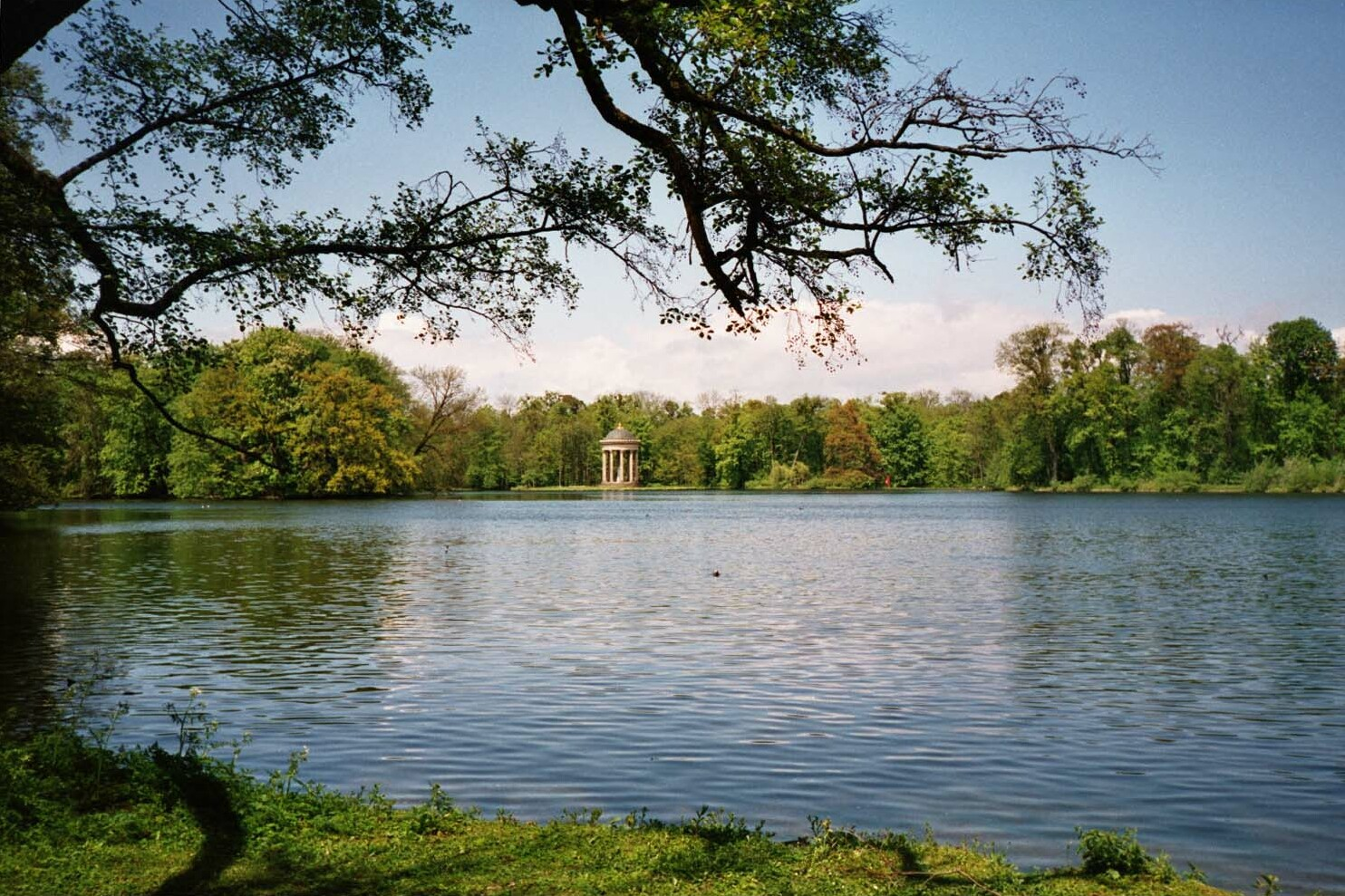
Vista do Monóptero a partir da margem oposta do lago.

O parque de 200 acres (800.000 m²) sofreu várias transformações ao longo dos anos. Inicialmente era um jardim italiano criado em 1671, o qual foi alargado e reorganizado ao estilo francês por Dominique Girard, um pupilo de André Le Nôtre, e finalmente refeito à maneira inglesa, no início do século XIX, por Friedrich Ludwig von Sckell. Von Sckell preservou os elementos principais do jardim barroco, tal como o grande parterre. O parque é atravessado por um grande canal ao longo do eixo principal, o qual conduz do palácio à cascata de mármore, decorada com figuras de deuses gregos em pedra, a oeste. De ambos os lados do canal estão situados dois lagos. 

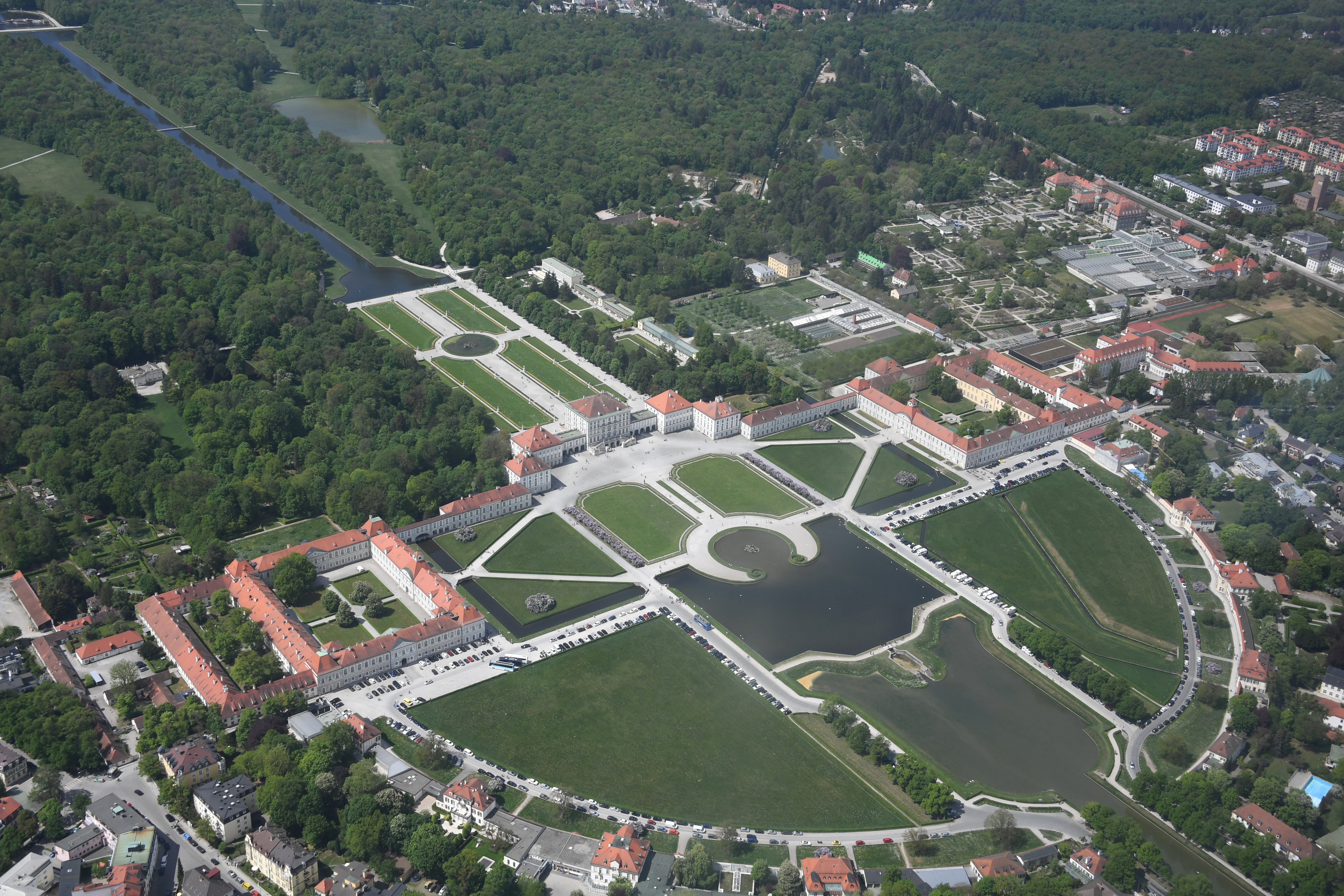
Vista aérea do complexo de Nymphenburg.

O "Dörfchen" foi criado sob Maximiliano III José como Petit hameau (pequena aldeola). O "Salettl" (1799), uma cabana com o seu pequeno jardim nas proximidades da antiga menagerie, servia como atracção para os filhos de Maximiliano IV José. 
No interior do parque foram construídos alguns pavilhões:
- o Pagodenburg (1716-1719) - um pavilhão octogonal de dois andares, com decoração de azulejos de Delft tile decoration no piso inferior e Chinoiserie no superior. Foi construído por Joseph Effner;
- o Badenburg (1719-1721) - um pavilhão barroco igualmente criado por Joseph Effner, contendo uma grande galeria de banquetes e uns enormes banhos ladrilhados. Algumas das salas foram decordas com vários papéis de parede chineses;
- a Magdalenenklause  - uma falsa ruína para retiro e meditação, erguida entre 1725 e 1728;
- a Amalienburg - um pavilhão de caça rococó construído entre 1734 e 1739 por François de Cuvilliés para Carlos VII e a sua esposa, Maria Amália. Inclui uma galeria de espelhos e um canil para os cães de caça. O edifício, com a sua decoração, é uma obra prima do rococó europeu;
- o Monóptero - um templo neoclássico criado por Leo von Klenze. Foi erguido entre 1862 e 1865.

Uma passagem próxima do velho arborium, na parte norte do Grande Parterre, leva ao grande Jardim Botânico de Munique.

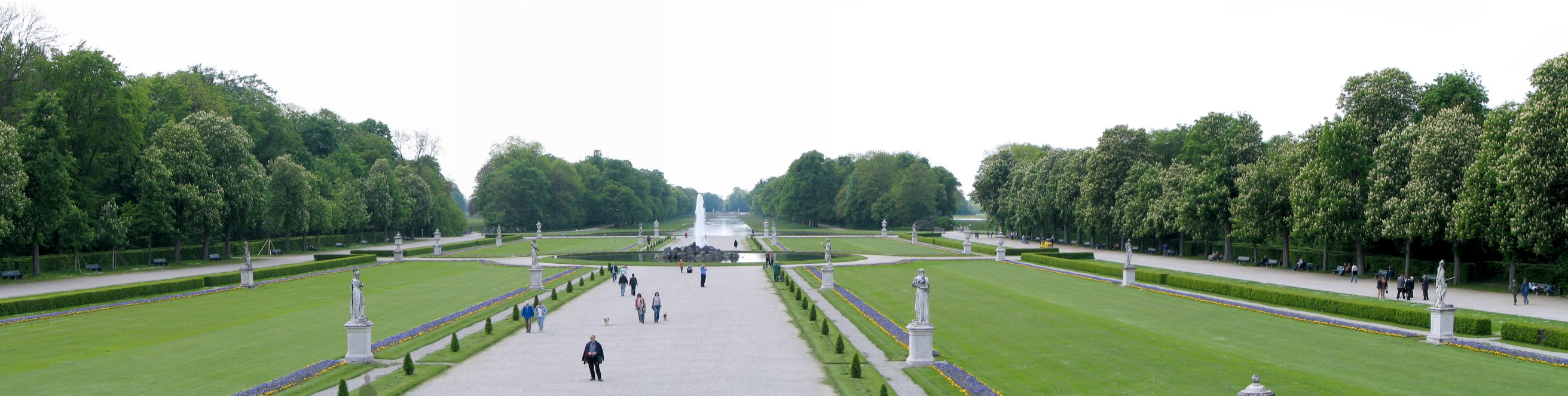
O grande parterre do parque de Nymphenburg

## Transportes públicos
É possível visitar o palácio apanhando o eléctrico número 17 em direcção a Amalienburgstraße. Esta linha passa pelo centro da cidade, incluindo a Karlsplatz e a estação de caminho-de-ferro principal. De eléctrico, demora cerca de 20 minutos a chegar do centro da cidade ao palácio.

## Curiosidades
- O palácio e o seu parque serviram como alguns dos principais cenários para o filme de Alain Resnais, "Último Ano em Marienbad", de 1961.
- Os aparelhos de  adestramento para os eventos equestres dos Jogos Olímpicos de Verão, Munique 1972, foram criados no parque de Nymphenburg.

## Galeria de imagens

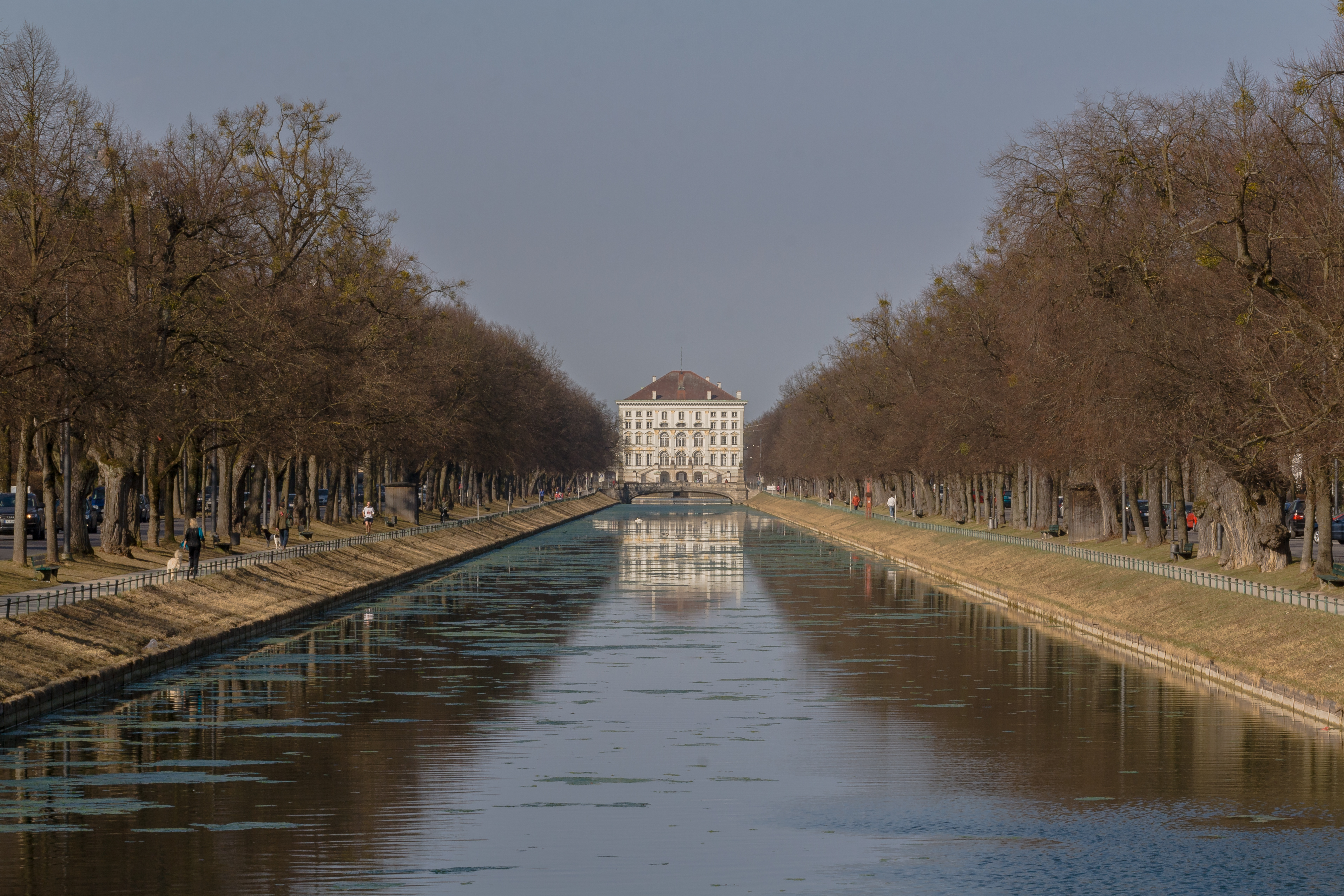
Acesso principal
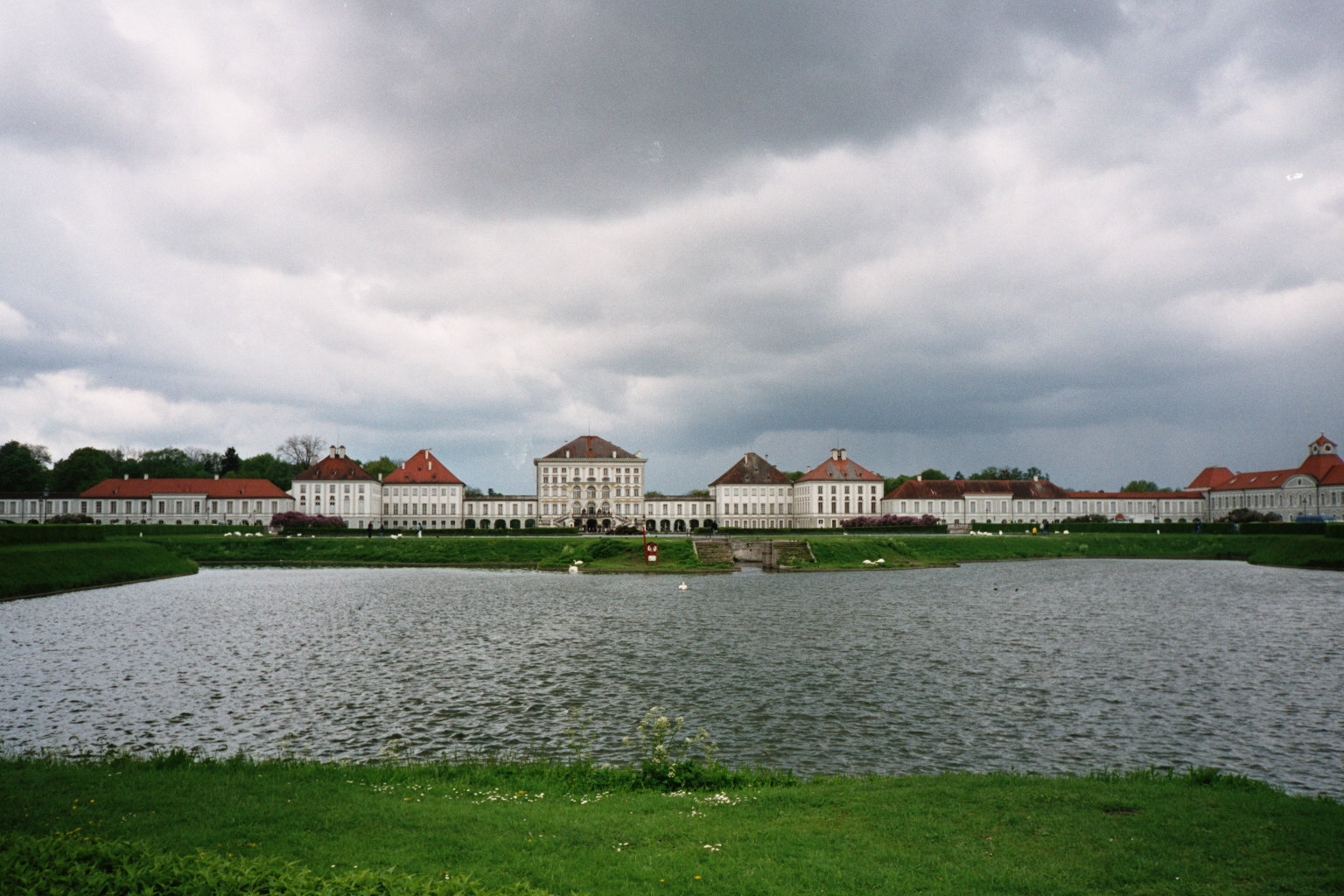
Vista da fachada
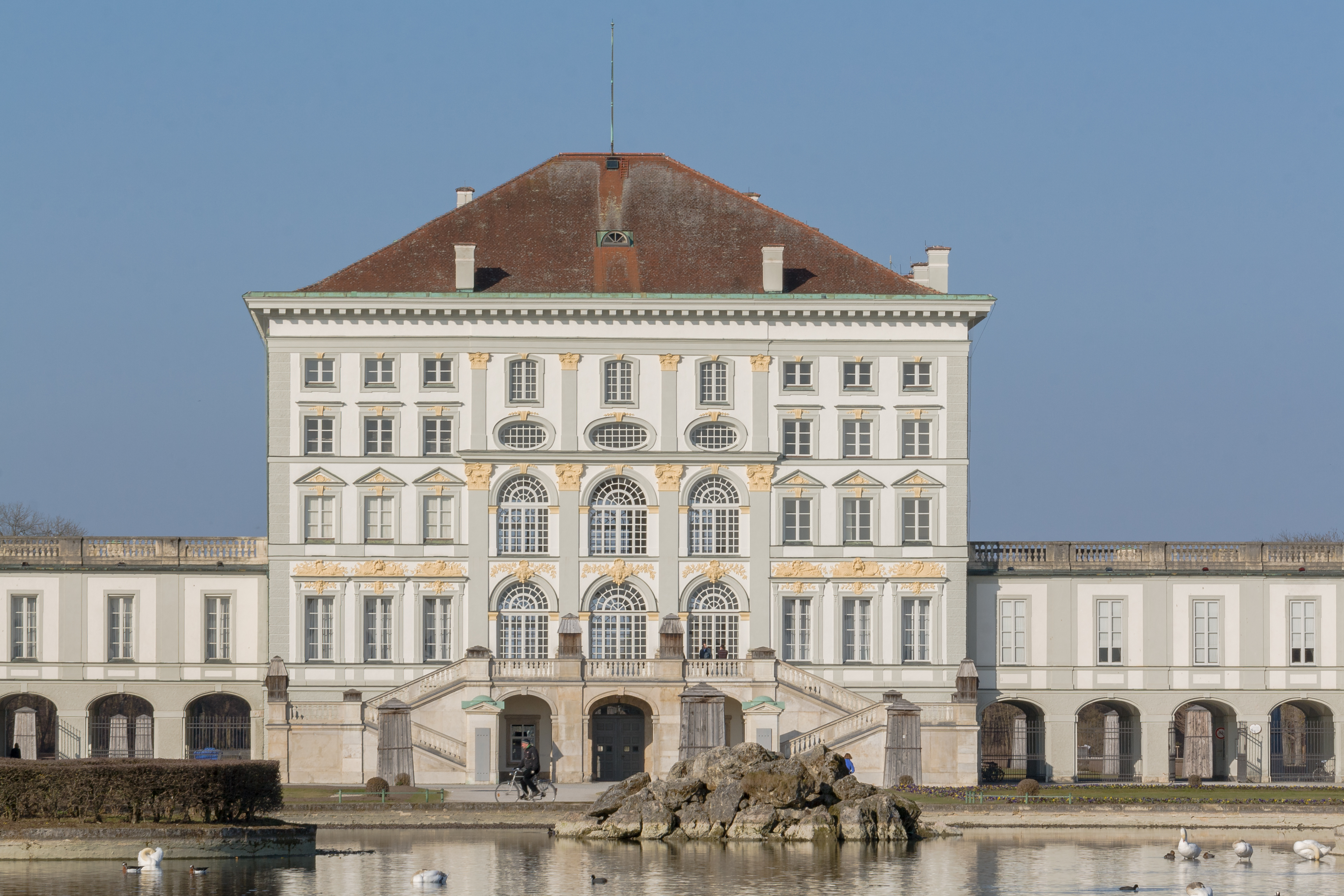
Vista da fachada
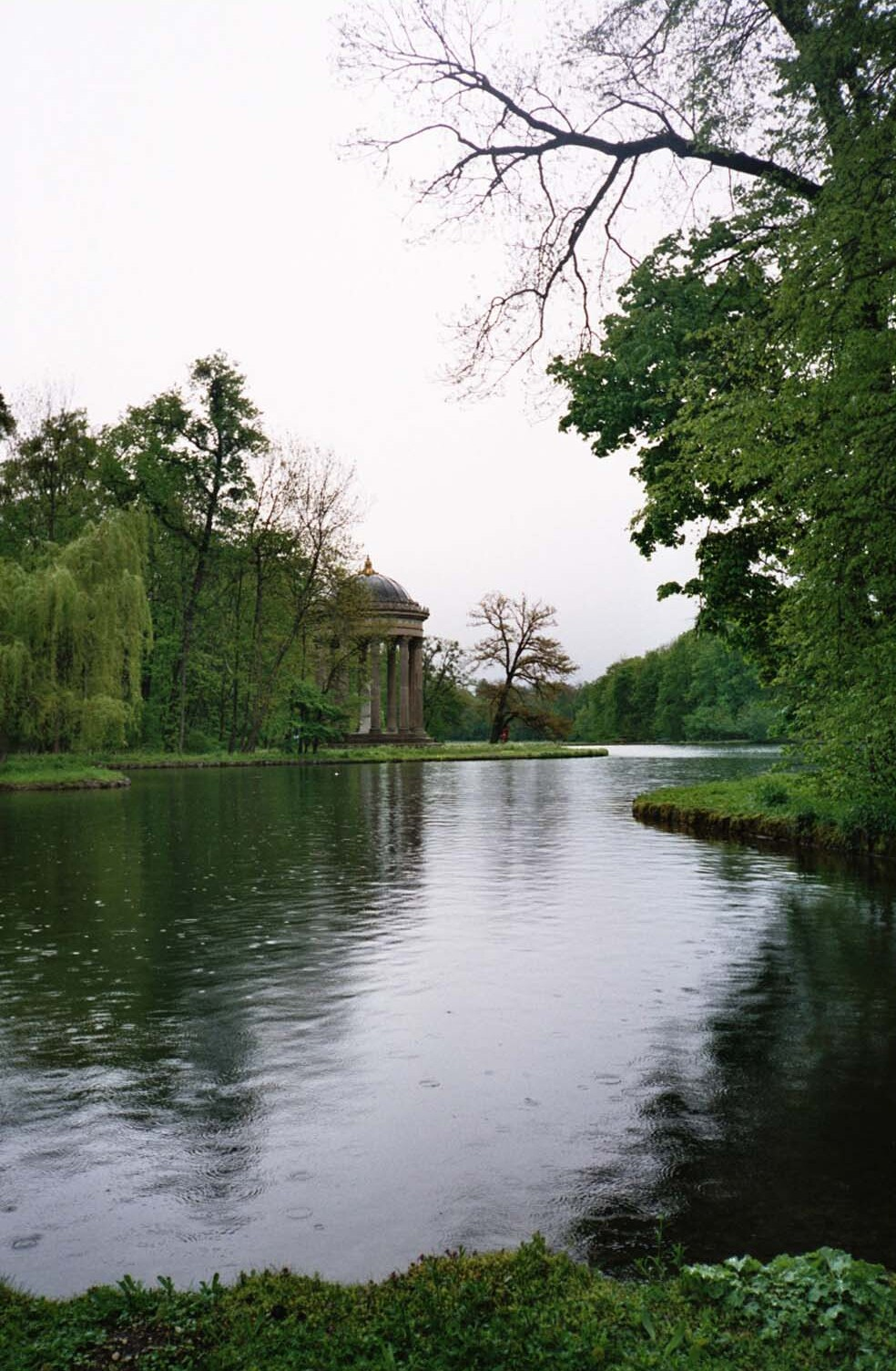
Monopteros
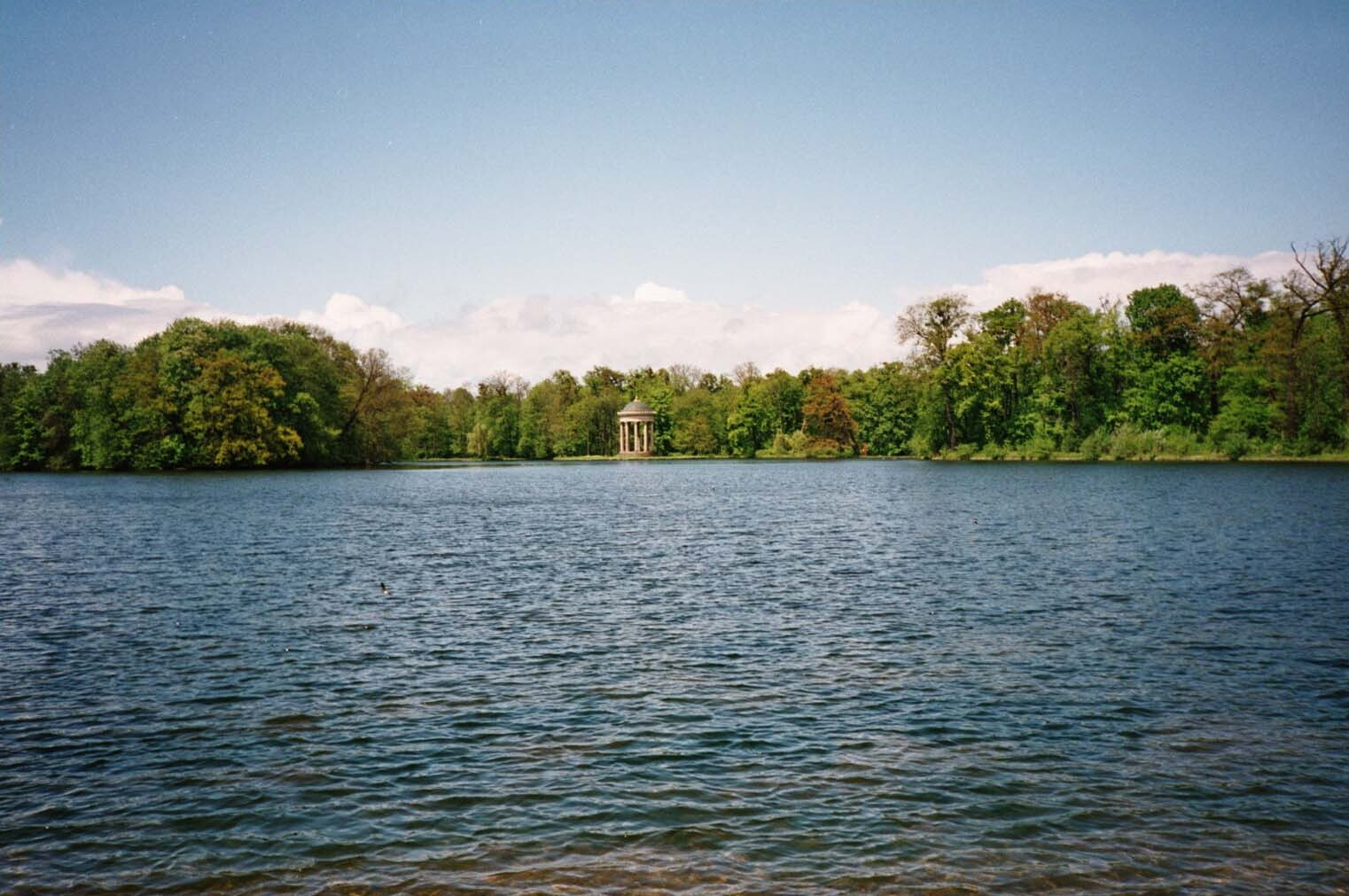
Vista através do Monopteros
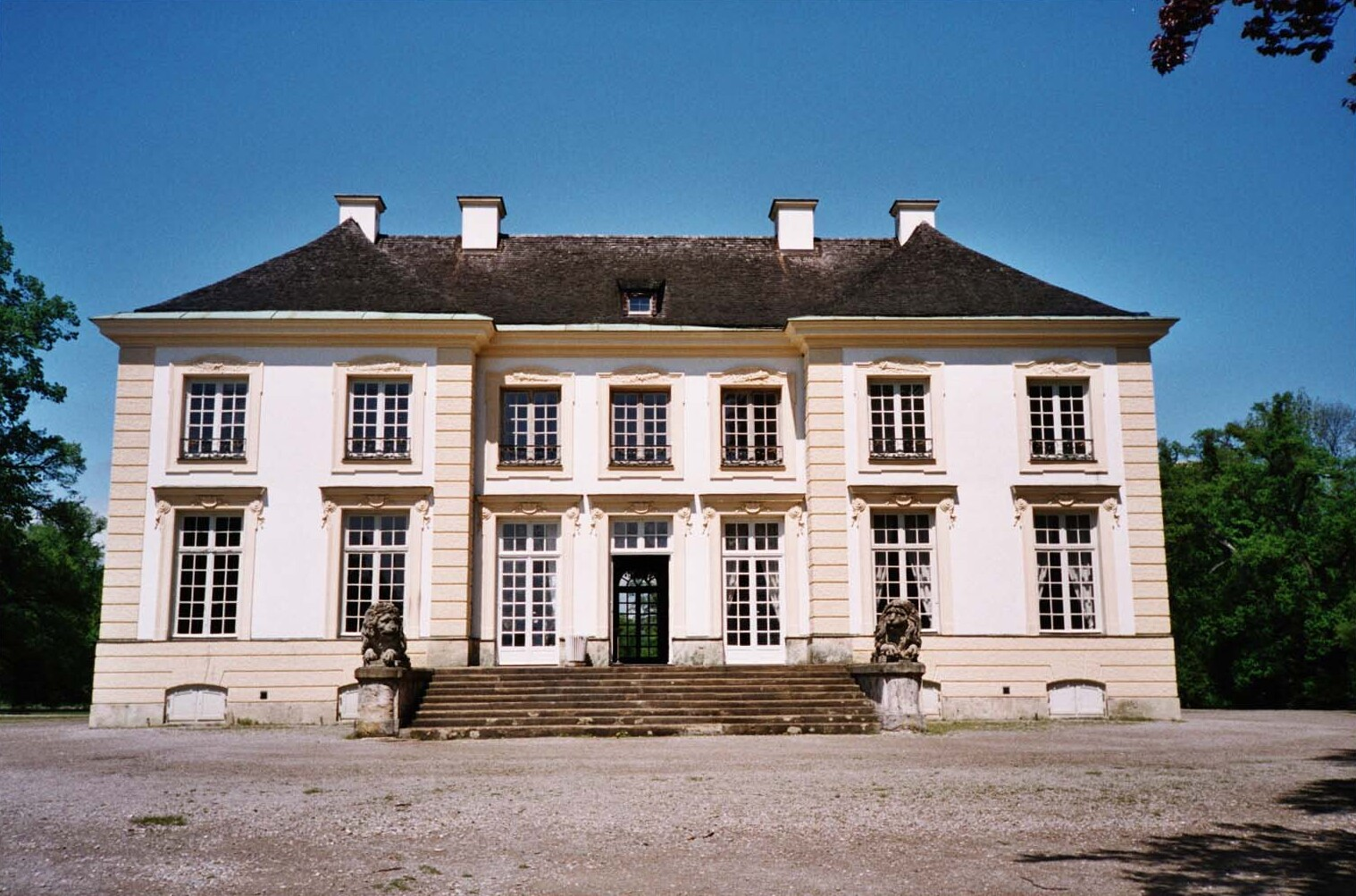
Badenburg, Casa de Banhos Reais
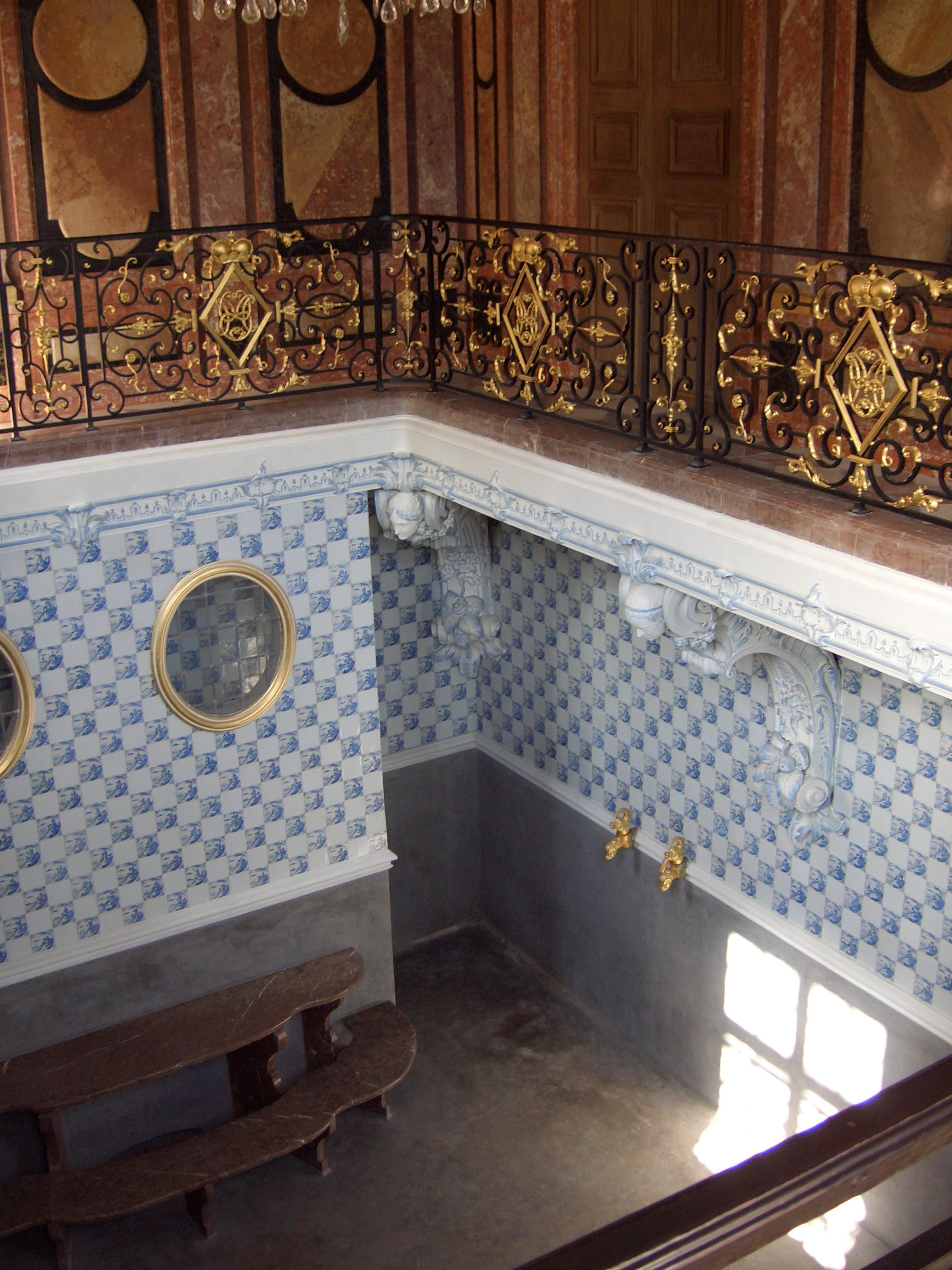
Badenburg, Casa de Banhos Reais
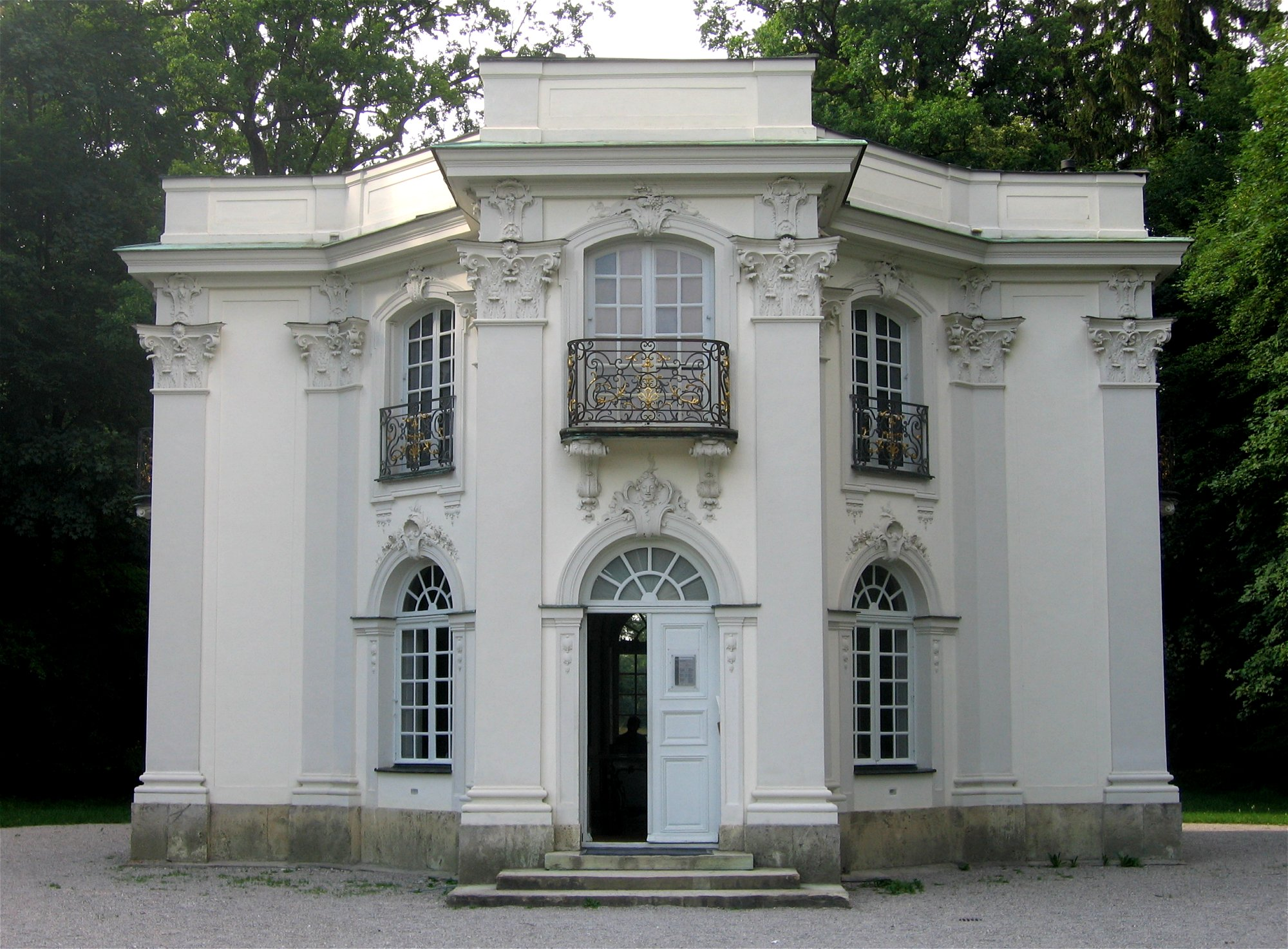
Pagodenburg, Casa de Chá Real
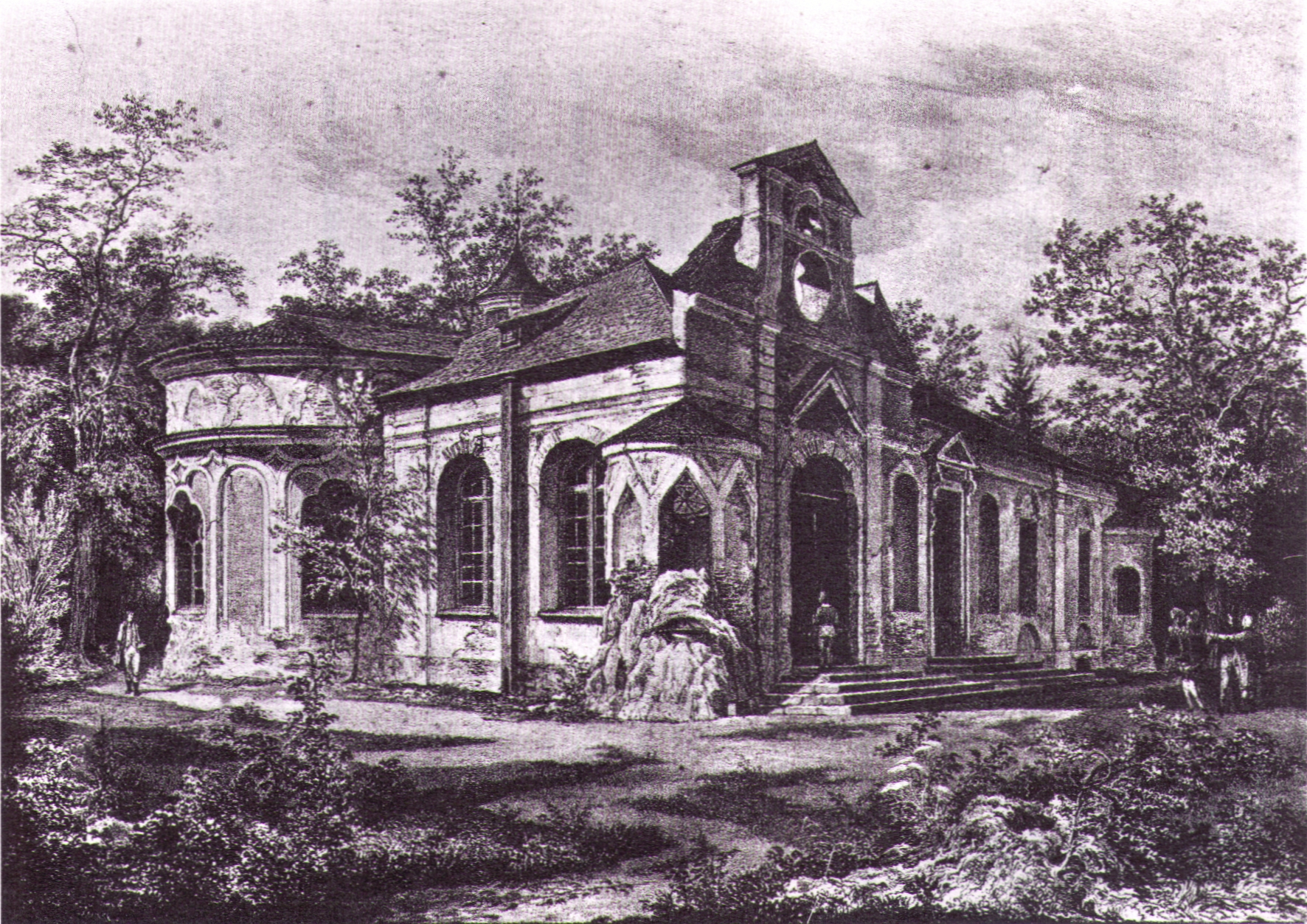
Magdalenenklause, ermitério Real
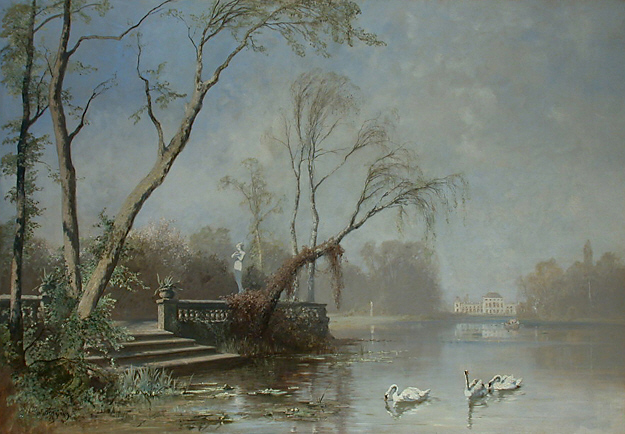
O palácio numa pintura de Josef Wenglein, 1883
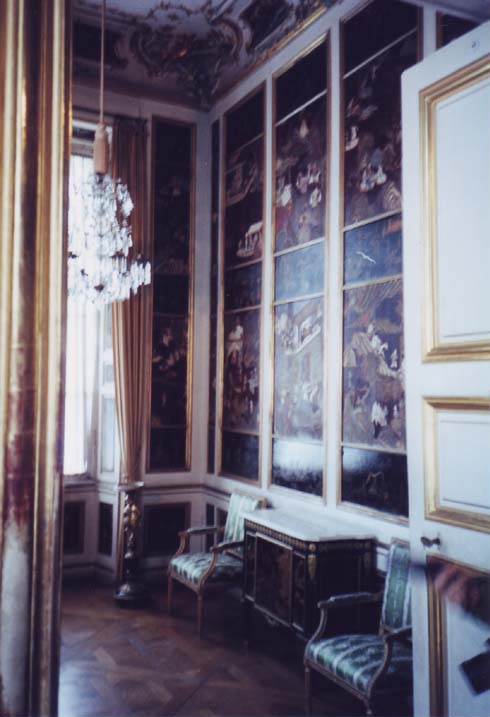
O Gabinete Chinês com chinoiserie, uma das salas do Schloss Nymphenburg
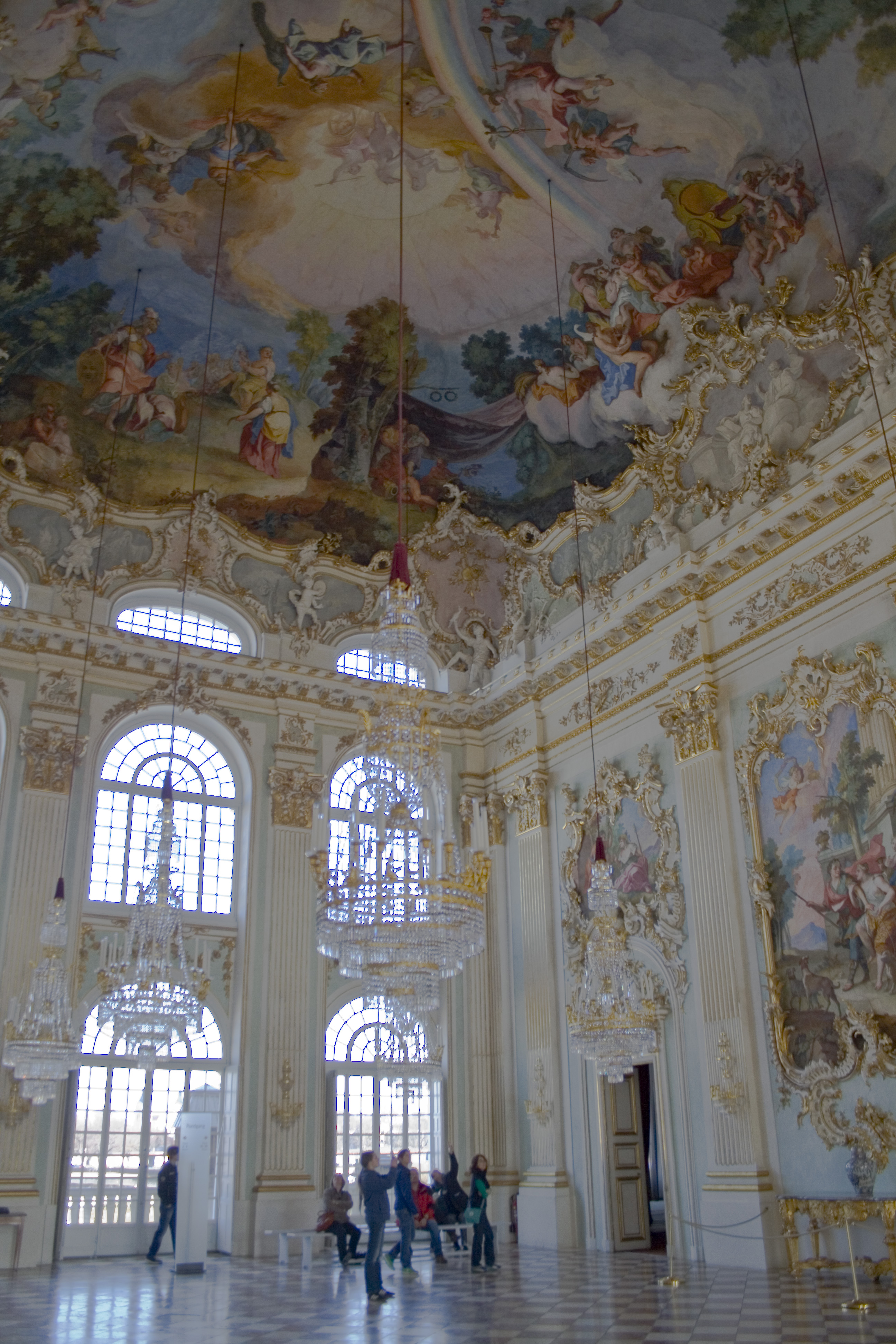
Steinerner Saal